# بارت فان است
بارت فان است (هلندی: Bart van Est؛ زادهٔ ۱ نوامبر ۱۹۵۶) دوچرخه‌سوار اهل هلند است.
وی در مسابقات کشوری و بین‌المللی در مجموع برندهٔ ۱ مدال طلا شده‌است.